# Jugend und Tollheit
Jugend und Tollheit è un film muto del 1913 scritto e diretto da Urban Gad che ha come protagonista Asta Nielsen.

## Trama
Ernst, un tenente, sposa Jesta Müller. Ma sono entrambi poveri e il tenente, per salvare la sua famiglia dalla rovina finanziaria, viene costretto alle nozze con la figlia di un vicino, un ricco proprietario terriero. Jesta, allora, si traveste da uomo per corteggiare la ragazza e dissuaderla dal matrimonio con il tenente. In abiti maschili, Jesta vive insieme a Ernst, condividendone il letto, andando dal barbiere, ascoltando le barzellette che si raccontano gli uomini quando sono insieme. Alla fine, la storia si conclude felicemente e i due innamorati possono vivere insieme il loro amore.

## Produzione
Il film fu prodotto dalla Projektions-AG Union (PAGU) e dalla Deutsche Bioscop GmbH.

## Distribuzione
In Germania, il film fu distribuito dalla Projektions-AG Union (PAGU) con visto di censura datato settembre 1912. Fu presentato in Danimarca il 3 febbraio 1913 con titolo Ungdom og dårskab e uscì anche in Messico come Juventud y locura il 26 aprile.
La General Film Company, sotto il nome di Pathéplay, lo distribuì negli Stati Uniti il 27 dicembre 1913 ribattezzandolo Lady Madcap's Way.
Non si conoscono copie ancora esistenti della pellicola che viene considerata perduta.